# Голубицкий грязевой вулкан
Голубицкий грязевой вулкан — действующий грязевой вулкан, расположенный в Азовском море.
Находится в море, в нескольких десятках метров от пляжа станицы Голубицкой на Таманском полуострове в России. Голубицкий грязевой вулкан длиной 100 метров и высотой 2 метра извергается раз в шесть-восемь лет, извержения фиксируются со времён Екатерины Второй. Впервые удалось снять извержение на плёнку в 1994 году. Последний раз вулкан взрывался 1 июля 2008 года. Высота столба составляла около 50 метров, выброс продолжался более 40 минут.
5 сентября 2011 года вулкан снова продемонстрировал себя, при этом он был заснят на мобильные устройства.
25 октября 2015 года произошло очередное извержение, заснятое на камеру телефона. В результате извержений может образовываться грязевой остров, который со временем размывается морем.